# Humanitas (Großloge)
Humanitas (auch: Freimaurergroßloge Humanitas für Männer und Frauen) ist eine liberale freimaurerische Großloge in Deutschland und Mitglied im übernationalen Verband Catena. Die Loge ist ein eingetragener Verein mit Sitz in Frankfurt am Main.

## Geschichte
Am 14. März 1893 entstand mit Le Droit Humain die moderne Freimaurerei für Männer und Frauen. Diese Großloge gründete in den folgenden Jahren Logen auf der ganzen Welt. Anlässlich eines Esperanto-Kongresses in Frankfurt am Main wurde im Jahre 1921 die erste Loge von Le Droit Humain in Deutschland mit dem Namen „Goethe“ gegründet. Weitere Logen in Hamburg („Hansa“, 1924) und Berlin („Zur Erkenntnis“, 1928) folgten. In der Nazizeit 1933–45 waren die Logen inaktiv.
Die nach dem Zweiten Weltkrieg wiederbegründeten Logen Goethe zum flammenden Stern in Frankfurt, Pythagoras in Darmstadt und Henri Dunant in München verließen Le Droit Humain und schlossen sich am 24. Oktober 1959 zur Großloge Humanitas für Männer und Frauen zusammen. Die Loge Hansa verblieb zuerst noch bei Le Droit Humain, gründete aber 1993 zusammen mit der Berliner Loge Zur Erkenntnis, der Heidelberger Loge Zum Geistigen Licht (später zu Carpe Diem! umbenannt) und einer Abspaltung der Karlsruher Loge Zur Wahrheit die Freimaurergroßloge für Männer und Frauen - Deutschland und erweiterte diese um die Züricher Loge im Spiegel des Lichts und um die Loge Saint Germain aus Ljubljana (die später den Großorient von Slowenien begründete). Die Loge Hansa löste sich - zusammen mit dieser Großloge und den dazugehörigen Karlsruher bzw. Züricher Logen 1996 auf.
Die Großloge Humanitas umfasst nunmehr folgende Logen:
- Goethe zum Flammenden Stern in Frankfurt/Main (gegr. 1921). Älteste Loge für Männer und Frauen in Deutschland.
- Zur Erkenntnis in Berlin (gegr. 1928). Drittälteste Loge für Männer und Frauen in Deutschland.
- Mozart zu den drei Rosen in München (gegr. 1956 unter dem Namen Henri Dunant). Viertälteste Loge für Männer und Frauen in Deutschland.
- Lessing am Tor zur Welt in Hamburg (gegr. 1974 als Ausgliederung aus der zweitältesten Loge für Männer und Frauen Hansa (1924–1996))
- Comenius zur Toleranz und Freundschaft in Karlsruhe (gegr. 1985)
- Clavis Argentum in Bremen (gegr. 2002 als Loge des Souveräner GrossOrient von Deutschland)
- Neue Werkstatt in Leipzig (gegr. 2003)
- Phönix zum Licht und zur Liebe in Hamburg (gegr. 2006 als Ausgliederung aus Isis und Osiris)
- Neuer Tempel Salomons in Köln (gegr. 2010 als unabhängige Loge, dann Übertritt)
- Metamorphosis in Hamburg (gegr. 2012)
- Saint Germain in Augsburg (gegr. 2013)
- Minerva an Rhein und Main in Mainz (gegr. 1969, ruhend ab 1990, 2014 reaktiviert)
- Im Zeichen des Opals in Bielefeld (gegr. 2016)
- Jacques de Molay in Augsburg (gegr. 2017)
- Hermes Trismegistos in Hamburg (gegr. 2018)
- Veracitas in Soest (gegr. 2021)
- Aedes in Berlin (gegr. 2022)

### Aufgelöste Logen
Folgende Logen wurden aufgelöst:
- Catena Humanitatis Universalis in Saarbrücken (gegr. 1964, aufgelöst 1967)
- Echnaton zur Einigkeit (ehem. Pythagoras) in Darmstadt (gegr. 1960, aufgelöst 1969)
- Hermes Sophia in Madrid (gegr. 1989, aufgelöst 1992)
- Freimaurerzirkel in Sevilla (gegr. 1991, aufgelöst 1992)
- Immanuel Kant in Berlin (gegr. 1999, aufgelöst 2007)
- Sirius in Saarbrücken (gegr. 1989 als Loge von Le Droit Humain, Übertritt 2001, aufgelöst 2009)
- Korbinian zur alten Quelle in Freising (gegr. 2012, inaktiviert 2016, reaktiviert 2021 unter dem Namen Zur alten Quelle durch Übertritt zum Souveränen GrossOrient von Deutschland)[3]

### Ausgetretene Logen
Folgende Logen sind ausgetreten:
- Zur Wahrheit in Karlsruhe (gegr. 1976 als Loge von Le Droit Humain, selbständig 1997, Übertritt zu Humanitas 1998, ausgetreten 2008, zuerst selbständig, dann zum Grand Orient de France)
- Isis und Osiris in Hamburg (gegr. 1991 als Ausgliederung aus Lessing am Tor zur Welt, ausgetreten 2012 zur Frauen-Großloge von Deutschland)
- Parsifal in Mannheim (gegr. 1992 als Loge von Le Droit Humain, Übertritt 2000, ausgetreten 2012 zu Le Droit Humain, aufgelöst 2015)
- Leonardo da Vinci in Wien (gegr. 2007), Übertritt 2012, Austritt 2018
- Fidelitas in Zürich (gegr. 2017), Austritt 2024[4]

## Weitere Aktivitäten
Die Großloge Humanitas ist seit Mai 1987 Mitglied von CLIPSAS, einer Vereinigung von 90 liberalen Freimaurergroßlogen auf der ganzen Welt. Zudem hat Humanitas 1961 die internationale Freimaurerunion CATENA mitbegründet, die aktuell sieben europäische Großlogen umfasst.
Die Großloge Humanitas stand auch Pate für die 1972 erfolgte Gründung des „Österreichischen Ordens Humanitas für die gemischte Freimaurerei für Männer und Frauen“. Aus der 1959 mit Hilfe von Humanitasmitgliedern gegründeten Loge „Lux Danubiana“ erwuchs diese Großloge, die 1989 ebenfalls CLIPSAS beitrat.
Die Großloge Humanitas war ebenfalls erfolgreich an der Gründung der tschechischen Großloge Humanitas beteiligt.